# TV5
TV5 је филипинска телевизијска мрежа у власништву МедиаКуест Холдингса, подружнице ПЛДТ-а. Основао га је 19. јуна 1960. Чино Росес.
Седиште станице је у Мандалујонгу са својим алтернативним студијима који се налазе у Кезон Ситију.